# Fuler Park (Čikago)
Fuler park (engl. Fuller Park) je jedna od 77 gradskih oblasti u Čikagu. Ova oblast je oko osam kilometara južno od centra grada. 
Ova oblast je jedna od najmanjih i najužih u gradu. Ona je smeštena između pruge i auto-puta. 

## Istorija
Na početku ja bilo mnogo Iraca ovde. Veliki broj ljudi se doselio u ovaj deo grada zbog Čikaškog požara u 1871. Ovo mesto je bilo deo grada „Lejk“, koji se u 1889 pripojio Čikagu. U 1890-tim su došli Nemci i Austrijanci, pa posle 1900-te i crnci. Park zvani Fuler park, po kome je oblast dobija ime, je bio otvoren u 1912. Do 1920-te godine su crnci, Meksikanci i ljudi Slovenskog porekla su postali najzastupljeniji, dok su Irci i Nemci uglavnom otišli.
Tokom 1950-tih godina je auto-put bio prošao kroz ovo mesto. To je imalo za posledicu raseljavanje velikog broja ljudi. Belci su činili oko 80% populacije stanovništva u 1945. U 1970 crnci su bili 97% populacije. 
Od 1975 do 1990 je mesto izgubilo 41,5% od ukupnog broja poslovnih mesta. Od 1969 do 2000 nijedna nova stambena zgrada nije bila izgrađena. U 1980-tim je ova oblast imala najmanju količinu bankarskog kredita za obnovu i održavanja stambenih zgrada/domova. Procenat stanovništva u bedi je procenjen na 40%.

## Populacija
- 1930: 14,437 (belci 89.1%, crnci 7.6%)
- 1950: 17,174
- 1960: 12,181 (belci 3.9%, crnci 96%)
- 1990: 4,364  (belci 0.5%, crnci 99.5%)
- 2000: 3,420 (belci 1.3%, crnci 94.7%)[1]